# 48 Cassiopeiae
48 Cassiopeiae, som är stjärnans Flamsteed-beteckning, är en trippelstjärna i den mellersta delen av stjärnbilden Cassiopeja. Den har också Bayer-beteckningen A Cassiopeiae, den enda stjärnan med en latinsk bokstavsbeteckning i stjärnbilden. Den har en kombinerad skenbar magnitud på ca 4,54 och är synlig för blotta ögat där ljusföroreningar ej förekommer. Baserat på parallaxmätning inom Hipparcosuppdraget på ca 28,4 mas, beräknas den befinna sig på ett avstånd på ca 115 ljusår (ca 35 parsek) från solen. Den rör sig närmare solen med en heliocentrisk radialhastighet på ca -12,4 km/s.

## Egenskaper
Primärstjärnan 48 Cassiopeiae A är en vit till blå stjärna i huvudserien av spektralklass A2 V. Den har en massa som är knappt dubbelt så stor som solens massa, en radie som är ca 2,2 gånger större än solens och utsänder ca 18 gånger mera energi än solen från dess fotosfär vid en effektiv temperatur på ca 8 500 K.
48 Cassiopeiae A har en följeslagare, 48 Cassiopeiae B, som är en stjärna i huvudserien av spektralklass F2 V och skenbar magnitud av +6,74. Paret kretsar runt ett gemensamt masscentrum en omloppsperiod på 61,1 år. och en excentricitet på 0,355. En andra följeslagare, 48 Cassiopeiae C, är en stjärna av magnitud 13,20 belägen med en vinkelseparation på 23,16 bågsekunder år 2014, eller minst 816,5 AE bort.